# はなまるっ!
『はなまるっ!』は、荒木風羽による日本の4コマ漫画作品。『コミックフラッパー』（メディアファクトリー）誌上で連載されていた。

## 概要
いわゆるほのぼの学園コメディで、個性豊かな女子高生の日常を描いた作品。
『コミックフラッパー』（メディアファクトリー）誌上で2002年から2006年まで連載され、2009年に1巻・2巻が単行本化され、2巻のあとがきにて3巻についても言及されているが未刊行。

## 登場人物
高野優希
成績優秀で、全国模試でも1位で大学はよりどりみどり。日頃から勉強を怠らない上に生徒会の一員。
高性能ロボ・スッチーによる分析では、数学は苦手だが全体的に成績優秀とのこと。
初期は無個性であることを嘆いていたが、胸が小さいことを気にしていたり、料理がとても苦手、美術が不得手などの個性が付き、梶原と親しくなって以降は色々とマイナス方向に個性が強化されている。
日本には彼女の向学心を満たせるほどの大学は無いらしく、アメリカへの留学を希望している。
図書室で借りた『世界征服』というタイトルの本を読んでいた。
藤田・新本と共に1年3組に所属。
藤田ゆらら
通称・ふじゃーたちゃん。
元気で陽気で関西弁。
髪の毛がピンク色だが、地毛。
補習の常連で山本と共によく補習を受けている。
新本七夕
引っ込み思案で、普段は人形のフレディを介して会話をする。
色々と腹黒い性格だが、いつも大声でスキンシップの激しい山本が苦手。
図書委員。
一人っ子。
大道芸が得意で、文化祭の人気投票で1年生では個人出展にもかかわらず1位を取ったり、路上にて一瞬でおひねりを集めたり出来る。
『アンビリバボー』を観ているらしい。
関都繭子
金持ち着ぐるみ生徒会長。
2年生で生徒から人気も高い。
特に女子に人気があり、バレンタインデーにはチョコを大量に貰う。一方で男運はなく、片思いの相手が変態だった。
胸が大きいことにコンプレックスを持っているため、胸を隠すために常に着ぐるみ姿で登場する。
一度着た着ぐるみは二度と着ない主義。着ぐるみは2巻時点で620着あったが、全て盗まれてしまった。その後、犯人逮捕により1着だけ返ってきた。
梶山鈴
通常りんりん。
関都のクラスメイトで、高性能ロボ・スッチーの開発者でもある。
ちびっ子悪魔で、腹黒というよりはオープンで黒いが、逆に両親は温厚らしい。
他人に対し高圧的な態度をとる一方で、トマト嫌いなどの子供のような一面もある。
自称Cカップ。眉毛が薄い事を気にしている。
高野とは互いの親についての悩みを打ち明けて以降、一緒にいることが多い。
実家は書店を営んでいる。
山本十和
キングオブバカ。フレディによる分析では「ノーミソ筋肉」。
1年6組所属だが、頻繁に3組に顔を出し、学校以外でも一緒に行動している。
初登場は学園祭だったためか忍者キャラだったが、それ以降は普通になっている。
バレンタインデーに告白をして、ホワイトデーに返事を貰って恋人同士になったが、その後あっさり別れた。
補習は受けるが赤点は取らない。隣の席のカンニングペーパーが丁寧で見やすいかららしい。
須田先生
薬を常飲している非常に病弱かつサボり魔教師。
頻繁に吐血しているが、自分の意思でも吐血可能。
二学期は34回救急車で運ばれたが、それでも一学期の半分らしい。
スッチー
梶山の開発したダンボール製高性能ロボ。
ビームを装備している。
病弱な須田先生の代理として教師を務めた。生徒指導も可能で生徒の人気が高いため、須田先生に妬まれて破壊されたこともある。
2巻のラストで須田ロボバージョン75にパワーアップした。

## 単行本
メディアファクトリーより「MFコミックス」として刊行。
1. 2009年2月28日発行 ISBN 978-4-8401-2522-2
2. 2009年7月31日発行 ISBN 978-4-8401-2588-8